# Qalandar (huyện)
Qalandar là một huyện thuộc tỉnh Khowst, Afghanistan. Dân số thời điểm năm 1999 là 5,935 người.